# EPrix de Berlin
Le ePrix de Berlin est une épreuve comptant pour le championnat du monde de Formule E FIA. Elle a eu lieu pour la première fois le 23 mai 2015 sur un circuit temporaire tracé sur l'ancien aéroport de Berlin-Tempelhof. Le tracé du ePrix est modifié pour être construit en centre-ville de Berlin pour l'édition de 2016. Le circuit de Tempelhof revient à partir de la saison 2017. Le tracé est légèrement modifié pour l'édition 2020 qui accueille 6 courses.

## Historique
Le premier ePrix de Berlin est disputé sur le circuit de Berlin-Tempelhof et est remporté sur tapis vert par Jérôme d'Ambrosio. Lucas di Grassi a en effet passé la ligne d'arrivée en tête mais est disqualifié après la course, pour cause d'aileron avant non conforme.

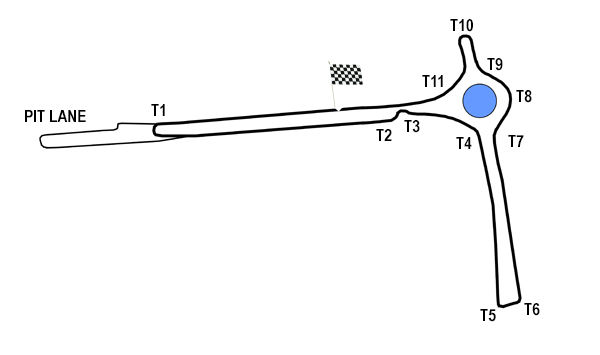
Circuit de 2016.

En 2016, le site de Tempelhof est indisponible car il doit accueillir des réfugiés. Les organisateurs, après avoir songé à d'autres circuits tels que le Norisring, se rendent donc dans le centre-ville de Berlin, sur le circuit urbain de Berlin. La course est remportée par le suisse Sébastien Buemi.
À partir de 2017, les ePrix se disputent de nouveau sur le site de Tempelhof. Celui de 2017 se compose deux manches, la première course est remportée par Felix Rosenqvist tandis que la deuxième est remportée par Sébastien Buemi. En 2018, c’est Daniel Abt qui s'impose à domicile chez Audi Sport devant Lucas di Grassi assurant un doublé à domicile pour Audi. En 2019, c'est Lucas di Grassi qui s'impose à domicile une seconde fois d'affilée pour Audi. En 2020, l'ePrix de Berlin accueille les six dernières courses de la saison 2019-2020 (le calendrier ayant été grandement modifié en raison de la pandémie de Covid-19) en Août. Les vainqueurs des six courses sont : Antonio Félix da Costa (1 et 2), Maximilian Gunther (3), Jean-Éric Vergne (4), Oliver Rowland (5) et Stoffel Vandoorne à domicile pour Mercedes lors de la 6e course. Antonio Félix da Costa est titré Champion en titre de la saison 6 à l'issue de la 4e course due à son avance au Championnat sur Vandoorne et Vergne.
L'édition 2020, initialement prévue le 21 juin, est reportée, le 16 avril, à une date ultérieure, selon les organisateurs, en raison de la pandémie de maladie à coronavirus. Elle aura finalement lieu avec six courses du 5 août au 13 août.
En 2021, l'ePrix de Berlin accueille les 2 dernières courses de la saison 2020-2021 les 14 et 15 Août. Le brésilien Lucas di Grassi s'impose pour la seconde fois pour Audi en Course 1 tandis que le Français Norman Nato remporte sa première course en Formule E en Course 2 chez Venturi Racing.
En 2022, l'ePrix de Berlin accueil les 7 et 8e manches de la saison 2021-2022 les 14 et 15 Mai. Le suisse Edoardo Mortara, alors en lice pour le titre, s'impose pour la première course le Samedi et Nyck de Vries s'impose le dimanche pour Mercedes.

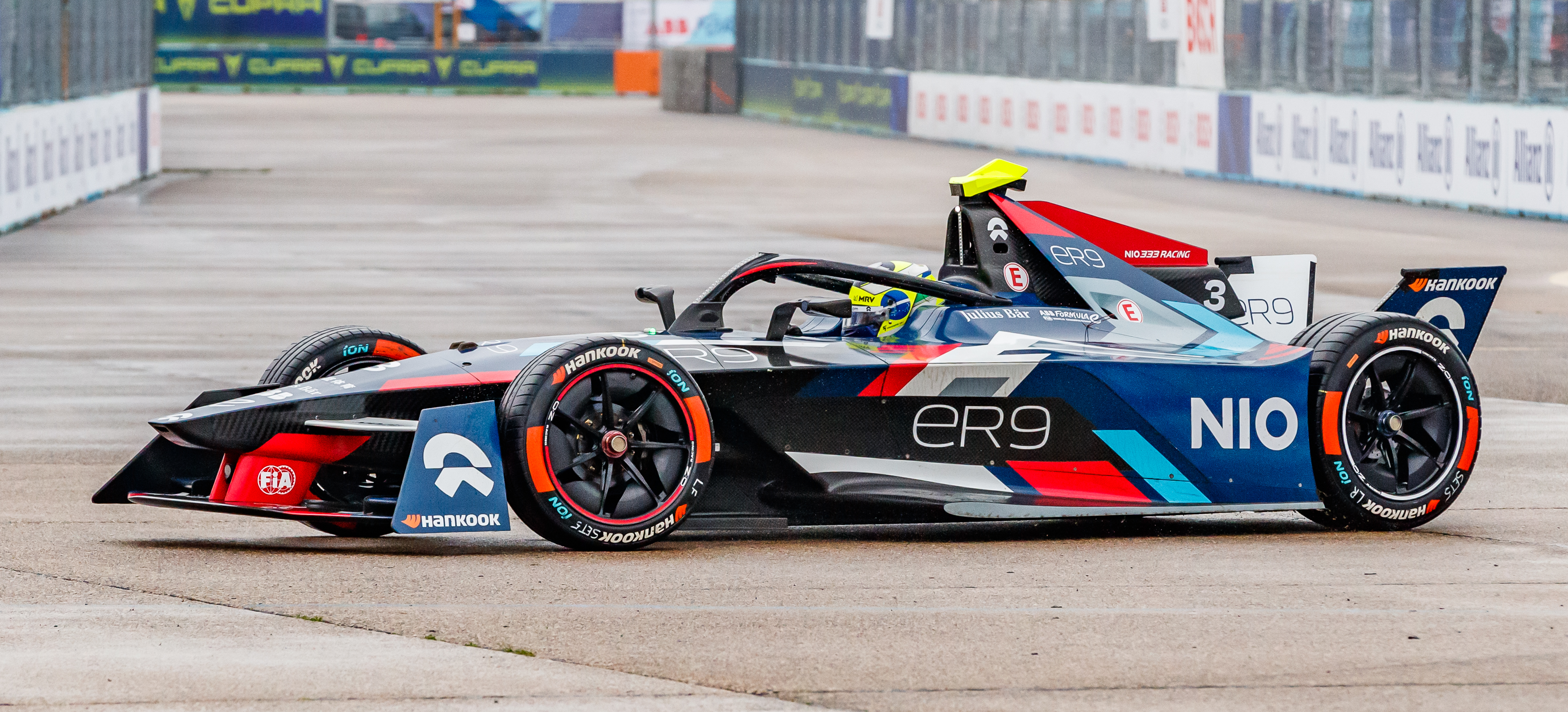
La voiture du pilote Sérgio Sette Câmara, avec la NIO 333 Formula E Team, durant les qualifications du EPrix de Berlin 2023, opérant sur terrain humide. Avril 2023.

## Les circuits

### Circuit de Berlin-Tempelhof
La première édition du ePrix de Berlin a eu lieu en 2015 sur la piste de l'aéroport désaffecté de Tempelhof, sur un tracé de 2,469 kilomètres.
En 2017 pour la saison 2016-2017, la Formule E revient à Tempelhof mais le tracé est totalement différent qui comporte dix virages et d'une longueur de 2.355 km. Les éditions de 2017, 2018, 2019, 2020 et 2021 y seront accueillies. Les vainqueurs ayant remporté une course sur Tempelhof sont :
Jérôme Dambrosio, Sebastien Buemi, Félix Rosenqvist, Daniel Abt, Lucas di Grassi, Antonio Félix da Costa, Jean-Éric Vergne, Maximilian Gunther, Oliver Rowland, Stoffel Vandoorne et Norman Nato.

### Circuit urbain de Berlin
L'édition 2016 a lieu en centre-ville, sur le circuit urbain de Berlin. D'une longueur de deux kilomètres, le tracé emprunte notamment la Karl-Marx-Allee. Cette seule édition sur le Circuit urbain de Berlin verra Sebastien Buemi et Renault e.Dams remporter la course.

## Palmarès
| Année | Vainqueur              | Écurie                           | Circuit                     | Résultats | Date          |
| ----- | ---------------------- | -------------------------------- | --------------------------- | --------- | ------------- |
| 2015  | Jérôme d'Ambrosio      | Dragon Racing                    | Circuit de Berlin-Tempelhof | Résumé    | 23 mai 2015   |
| 2016  | Sébastien Buemi        | Renault e.Dams                   | Circuit urbain de Berlin    | Résumé    | 21 mai 2016   |
| 2017  | Felix Rosenqvist       | Mahindra Racing                  | Circuit de Berlin-Tempelhof | Résumé    | 10 juin 2017  |
| 2017  | Sébastien Buemi        | Renault e.Dams                   | Circuit de Berlin-Tempelhof | Résumé    | 11 juin 2017  |
| 2018  | Daniel Abt             | Audi Sport ABT Schaeffler        | Circuit de Berlin-Tempelhof | Résumé    | 19 mai 2018   |
| 2019  | Lucas di Grassi        | Audi Sport ABT Schaeffler        | Circuit de Berlin-Tempelhof | Résumé    | 25 mai 2019   |
| 2020  | António Félix da Costa | DS Techeetah                     | Circuit de Berlin-Tempelhof | Résumé    | 5 août 2020   |
| 2020  | António Félix da Costa | DS Techeetah                     | Circuit de Berlin-Tempelhof | Résumé    | 6 août 2020   |
| 2020  | Maximilian Günther     | BMW i Andretti Motorsports       | Circuit de Berlin-Tempelhof | Résumé    | 8 août 2020   |
| 2020  | Jean-Éric Vergne       | DS Techeetah                     | Circuit de Berlin-Tempelhof | Résumé    | 9 août 2020   |
| 2020  | Oliver Rowland         | Nissan e.dams                    | Circuit de Berlin-Tempelhof | Résumé    | 12 août 2020  |
| 2020  | Stoffel Vandoorne      | Mercedes EQ Formula E Team       | Circuit de Berlin-Tempelhof | Résumé    | 13 août 2020  |
| 2021  | Lucas di Grassi        | Audi Sport ABT Schaeffler        | Circuit de Berlin-Tempelhof | Résumé    | 14 août 2021  |
| 2021  | Norman Nato            | ROKiT Venturi Racing             | Circuit de Berlin-Tempelhof | Résumé    | 15 août 2021  |
| 2022  | Edoardo Mortara        | ROKiT Venturi Racing             | Circuit de Berlin-Tempelhof | Résumé    | 14 mai 2022   |
| 2022  | Nyck de Vries          | Mercedes EQ Formula E Team       | Circuit de Berlin-Tempelhof | Résumé    | 15 mai 2022   |
| 2023  | Mitch Evans            | Jaguar TCS Racing                | Circuit de Berlin-Tempelhof | Résumé    | 22 avril 2023 |
| 2023  | Nick Cassidy           | Envision Racing                  | Circuit de Berlin-Tempelhof | Résumé    | 23 avril 2023 |
| 2024  | Nick Cassidy           | Jaguar TCS Racing                | Circuit de Berlin-Tempelhof | Résumé    | 11 mai 2024   |
| 2024  | António Félix da Costa | TAG Heuer Porsche Formula E Team | Circuit de Berlin-Tempelhof | Résumé    | 12 mai 2024   |

## Classements par nombre de victoires

### Pilotes
| Nombre de victoires | Pilote                 | Années                            |
| ------------------- | ---------------------- | --------------------------------- |
| 3 victoires         | António Félix da Costa | 2020 (R1) , 2020 (R2) , 2024 (R2) |
| 2 victoires         | Sébastien Buemi        | 2016 , 2017 (R2)                  |
| 2 victoires         | Lucas di Grassi        | 2019, 2021 (R1)                   |
| 2 victoires         | Nick Cassidy           | 2023 (R2), 2024 (R1)              |
| 1 victoires         | Jérôme d'Ambrosio      | 2015                              |
| 1 victoires         | Felix Rosenqvist       | 2017 (R1)                         |
| 1 victoires         | Daniel Abt             | 2018                              |
| 1 victoires         | Maximilian Günther     | 2020 (R3)                         |
| 1 victoires         | Jean-Éric Vergne       | 2020 (R4)                         |
| 1 victoires         | Oliver Rowland         | 2020 (R5)                         |
| 1 victoires         | Stoffel Vandoorne      | 2020 (R6)                         |
| 1 victoires         | Norman Nato            | 2021 (R2)                         |
| 1 victoires         | Edoardo Mortara        | 2022 (R1)                         |
| 1 victoires         | Nyck de Vries          | 2022 (R2)                         |
| 1 victoires         | Mitch Evans            | 2023 (R1)                         |

### Écuries
| Nombre de victoires | Écurie                           | Années                            |
| ------------------- | -------------------------------- | --------------------------------- |
| 3 victoires         | e.dams-Renault/Nissan-e.dams     | 2016, 2017 (R2), 2020 (R5)        |
| 3 victoires         | Audi Sport ABT Schaeffler        | 2018, 2019, 2021 (R1)             |
| 3 victoires         | DS Techeetah                     | 2020 (R1) , 2020 (R2) , 2020 (R4) |
| 2 victoires         | Mercedes EQ Formula E Team       | 2020 (R6), 2022 (R2)              |
| 2 victoires         | ROKiT Venturi Racing             | 2021 (R2), 2022 (R1)              |
| 2 victoires         | Jaguar TCS Racing                | 2023 (R1), 2024 (R1)              |
| 1 victoires         | Dragon Racing                    | 2015                              |
| 1 victoires         | Mahindra Racing                  | 2017 (R1)                         |
| 1 victoires         | Andretti Formula E Team          | 2020 (R3)                         |
| 1 victoires         | Envision Racing                  | 2023 (R2)                         |
| 1 victoires         | TAG Heuer Porsche Formula E Team | 2024 (R2)                         |